# 卡羅爾·克沃斯

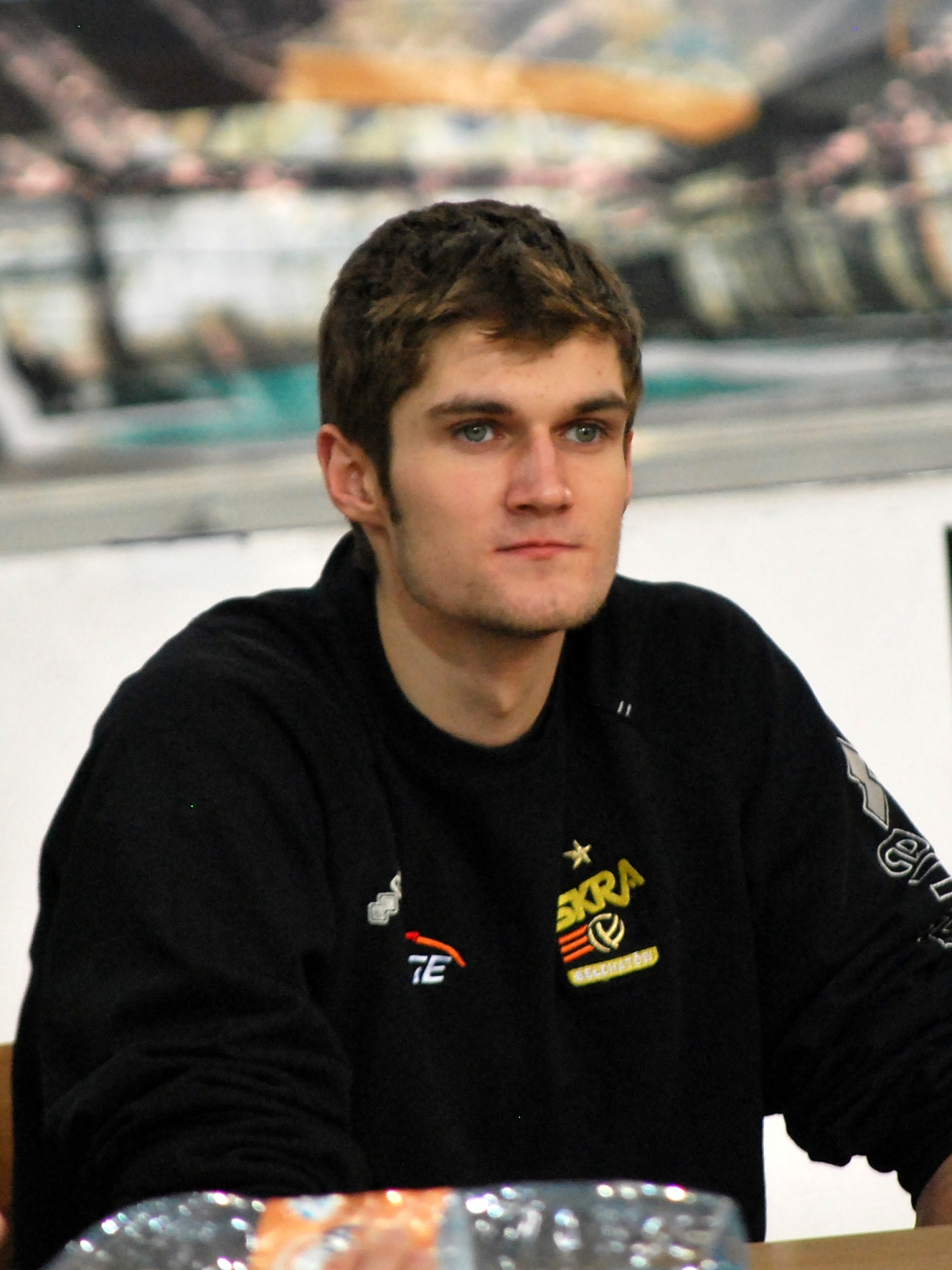
卡羅爾·克沃斯

卡羅爾·克沃斯（波蘭語：Karol Kłos；1989年8月8日—）是一位波蘭排球運動員。他也代表波蘭國家排球隊參賽，參加了2014年世界排球錦標賽，並為波蘭獲得了世錦賽金牌。

## 体育成就

### 俱乐部

#### CEV冠军联赛
- 2011/2012 -与PGE SKRA Belchatow的

#### 国际排联世界俱乐部锦标赛
- 卡塔尔2010 -与PGE SKRA Belchatow的
- 卡塔尔2012 -与PGE SKRA Belchatow的

#### 國內聯賽
- 2010/2011 波兰杯，与PGE SKRA Belchatow的
- 2010/2011  波兰锦标赛，与PGE SKRA Belchatow的
- 2011/2012 波兰杯，与PGE SKRA Belchatow的
- 2011/2012  波兰锦标赛，与PGE SKRA Belchatow的
- 2012/2013 波兰SuperCup2012，与PGE SKRA Belchatow的
- 2013/2014  波兰锦标赛，与PGE SKRA Belchatow的
- 2014/2015 波兰SuperCup2014，与PGE SKRA Belchatow的
- 2014/2015  波兰锦标赛，与PGE SKRA Belchatow的

### 国家队
- 2007年  CEV U19欧锦赛
- 2011  年世界男排联赛
- 2011  CEV欧洲排球锦标赛
- 2013  大运会
- 2014年  世界男排锦标赛
- 2015年  国际排联世界杯

### 个人
- 2014年 世界男排锦标赛 -最佳中間手

### 国家奖励
- 2014年  优异的黄金交叉[12]